# 阿帕內卡
13°51′N 89°48′W / 13.850°N 89.800°W

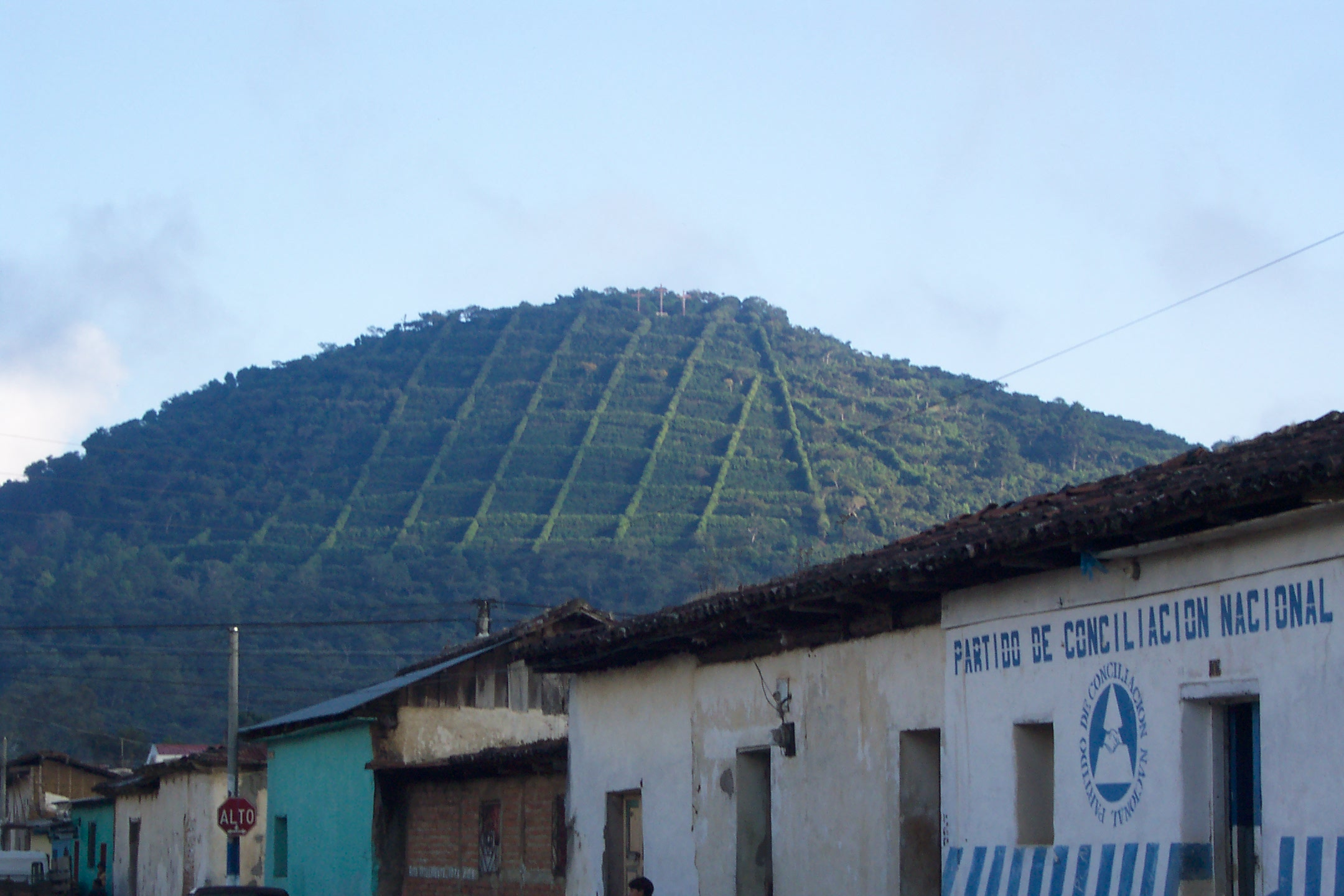

阿帕內卡（西班牙語：Apaneca），是薩爾瓦多的城鎮，位於該國西部，由阿瓦查潘省負責管轄，面積45.13平方公里，海拔高度1,455米，2013年人口8,350，人口密度每平方公里185.02人。